# ワシリー・ネステレンコ

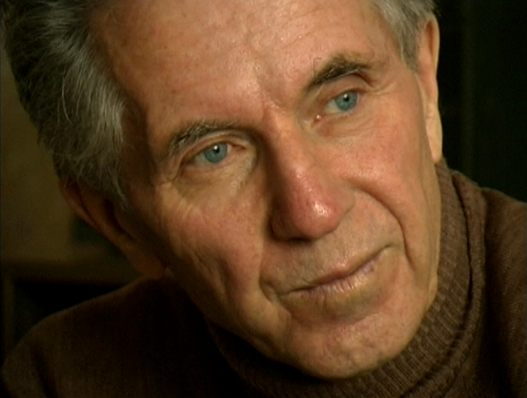
ワシリー・ネステレンコ

ワシリー・ボリソヴィチ・ネステレンコ（ベラルーシ語:  Васі́ль Бары́савіч Несьцярэ́нка、1934年12月2日 - 2008年8月25日 ）は、ベラルーシの物理学者。 

## 経歴・人物
ウクライナ東部ルハーンシク州uk:Красний Кут (смт)出身。1958年、バウマンモスクワ州立工科大学（ru:Московский государственный технический университет имени Н. Э. Баумана）卒業。
1977年-1987年、ベラルーシ科学アカデミー（be:Нацыянальная акадэмія навук Беларусі）の核エネルギー研究所で所長を務めた。1980年-1985年、ベラルーシ最高会議代議員。
1986年のチェルノブイリ原子力発電所事故後、政府当局に対抗して、住民の健康被害の防止に努めた。事故の実態調査をしようとすると、圧力がかけられ脅迫を受け、研究所の放射線モニタリング装置が没収されたこともあったという。1990年、民間のベルラド放射能安全研究所（ベルラド研究所）を設立、終生所長として放射能被害防止のための活動を続けた。
日本語の雑誌『技術と人間』1996年2月号に、「チェルノブイリの苦い真実」の文章を寄稿。1998年、事故10年後をとりあげたスイスTSI制作のドキュメンタリー番組に出演。この番組の日本語版が同年、NHK BSドキュメンタリー「チェルノブイリ いやされぬ傷あと」の題で放映されている。
2007年、ロシアの生物学者アレクセイ・ヤブロコフ、子でベルラド研究所所員アレクセイ・ネステレンコ（Alexey V. Nesterenko、現所長）とともに、英語文献や、ロシア、ウクライナ、ベラルーシなどスラブ系の諸言語の記録や文献をもとに報告書『チェルノブイリ――大惨事が人びとと環境におよぼした影響』をまとめ、同事故による死者数は1986年から2004年の間で少なくとも98万5000人に達するとの推計を発表した。